# Digi España
DIGI España, cuya razón social es Digi Spain Telecom, S.L.U., es un proveedor español de servicios de telefonía móvil, Internet y Televisión por suscripción, que forma parte del grupo multinacional DIGI Group.

## Historia
DIGI España fue concebida en 2006 y fundada en 2007 por José Manuel Arnaiz bajo el nombre Best Spain Telecom. Alcanzó un acuerdo como Operador Móvil Virtual (OMV) completo con Movistar, enfocado en la comunidad rumana en España, con una propuesta de valor distintiva: "como en casa". Este servicio incluía un número español y un número rumano en una sola SIM, compartiendo saldo, buzón de voz, y atención al cliente, todo en idioma rumano para fortalecer la empatía con los usuarios rumanos y posicionarse como un operador dirigido específicamente a ellos.
En mayo de 2008, RCS & RDS, una empresa rumana, adquirió una participación mayoritaria en Best Spain Telecom para impulsar su desarrollo. Tras un periodo de despliegue de infraestructura y pruebas, la empresa lanzó su primer servicio en diciembre de 2008, cambiando su nombre a DIGI España.
DIGI construyó un equipo conformado por rumanos residentes en España, liderado por José Manuel Arnaiz y Marius Varzaru, este último exdirector financiero de RCS & RDS en Rumanía.
Entre 2021 y 2024, DIGI ha sido reconocida como la empresa con la red de fibra más rápida de España, siendo la única en recibir tres veces consecutivas el premio Ookla Speedtest Awards, la plataforma global de pruebas de velocidad.
El 20 de febrero de 2024, la Comisión Europea otorgó su aprobación para la fusión entre Orange España y el Grupo MásMóvil. Esta aprobación estuvo sujeta a la condición de que cedieran a DIGI España 60 MHz del espectro radioeléctrico dedicado a la telefonía móvil. Además, se estableció un acuerdo de roaming nacional para garantizar que los usuarios de DIGI tengan cobertura de la empresa resultante de la fusión en áreas donde DIGI no tenga presencia.
A cierre del primer trimestre de 2025, DIGI es el operador de telefonía móvil con mayor plantilla en España, contando con más de 9000 empleados.
Actualmente, DIGI España es parte de la multinacional DIGI Communications, con 30 años de experiencia en telecomunicaciones, y cuenta con más de 9 millones de clientes al cierre del primer trimestre de 2025.

## Productos
La compañía ofrece servicios de telefonía móvil y fija, banda ancha y televisión de pago en todas las provincias de España, y está desplegando su propia red de fibra en los principales núcleos urbanos del país. DIGI fue el primer operador en España en ofrecer una velocidad de 10 Gbps con su fibra PRO-DIGI, mejorando significativamente la experiencia de navegación, disponible en 38 provincias.

### FTTH
Desde abril de 2021, DIGI ofrece servicios FTTH en toda España. Sin embargo, ha habido controversia debido a que DIGI inicialmente se negó a facilitar la configuración para usuarios que desean usar sus propios routers (OpenWrt) y configurar la sesión SIP en el servicio FTTH. A inicios de mayo de 2021, comenzó a ofrecer soporte para la configuración de inicio de sesión PPPoE para estos usuarios.

#### IPv6
DIGI en España ha sorprendido a algunos usuarios al ofrecer IPv6, en contraste con la mayoría de los proveedores de servicios de internet en el país, que aún no brindan este servicio o afirman no estar preparados para implementarlo.

## Patrocinios
DIGI es el patrocinador principal de los equipos de fútbol españoles Rayo Vallecano de Madrid, Real Oviedo y Burgos CF. También es patrocinador oficial del Athletic Club y su equipo femenino, Club Atlético Osasuna, Deportivo Alavés, Real Valladolid Club de Fútbol, RC Deportivo y Cádiz CF. Además, ha patrocinado al Málaga CF (2021), CD Castellón (temporada 2021-2022), y RCD Espanyol (temporadas 2021-2022 y 2022-2023).
En el ámbito de los deportes electrónicos, DIGI ha sido socio oficial de Team Queso (2021), Giants (2023), y de los equipos Ramboot y ZETA Gaming (2023).